# Bouchy-Saint-Genest
Bouchy-Saint-Genest is een gemeente in het Franse departement Marne (regio Grand Est) en telt 162 inwoners (1999). De plaats maakt deel uit van het arrondissement Épernay.

## Geografie
De oppervlakte van Bouchy-Saint-Genest bedraagt 19,6 km², de bevolkingsdichtheid is 8,3 inwoners per km².
De onderstaande kaart toont de ligging van Bouchy-Saint-Genest met de belangrijkste infrastructuur en aangrenzende gemeenten.

## Demografie
Onderstaande figuur toont het verloop van het inwonertal (bron: INSEE-tellingen).

1. ↑  Populations de référence 2022.